# 칠번통 소사건
《칠번통소사건》은 한국에서 제작된 나운규 감독의 1936년 영화이다. 임운학 등이 주연으로 출연하였고 현성완 등이 제작에 참여하였다. 우민관에서 초연되었다.

## 출연

### 주연
- 임운학
- 나운규

## 같이 보기
- 일제강점기
- 한국의 영화
- 한국 관련 문서 색인